# Maximilian von Prittwitz und Gaffron
Maximilian von Prittwitz und Gaffron (ur. 27 listopada 1848 w Bierutowie, zm. 29 marca 1917 w Berlinie) – niemiecki wojskowy, generał pułkownik.

## Życiorys
Maximilian von Prittwitz und Gaffron do wojska wstąpił w kwietniu 1866 r. W 1876 ukończył akademię wojskową, w 1885 – dowódcą kompanii, w 1887 – porucznikiem, w 1890 – dowódcą batalionu, a w 1892 – szefem sztabu 9 Korpusu Armijnego. w 1896 dowódca 6 pułku grenadierów. W 1897 dowódca 20 Brygady Piechoty. W 1901 dowódca 8 Dywizji. W 1906 dowódca 16 Korpusu Armijnego. W 1913 mianowany na stopień generała pułkownika i wyznaczony na Generalnego Inspektora I Inspekcji Armijnej w Królewcu.
Od 2 sierpnia 1914 dowódca 8 Armii w Prusach Wschodnich (16 dywizji, ok. 200 tys. żołnierzy, 1044 dział w tym 156 ciężkich, 56 samolotów) z zadaniem obrony Prus i w gotowości do operacji zaczepnej na kierunku narewskim w celu udzielenia pomocy wojskom austro-węgierskim w Galicji. 20 sierpnia 1914 poniósł porażkę w starciu z wojskami rosyjskimi w bitwie pod Gąbinem i podjął decyzję o wycofaniu niemieckiej 8 Armii za Wisłę, co było równoznaczne z oddaniem Rosjanom całych Prus Wschodnich. Został odwołany 22 sierpnia wraz ze swoim szefem sztabu Alfredem von Waldersee i zastąpiony przez Paula von Hindenburga i Ericha Ludendorffa, którzy już 23 sierpnia przybyli do front wschodni. Maximilian von Prittwitz przeszedł na emeryturę, którą spędził w Berlinie, gdzie zmarł na atak serca. Został pochowany na Invalidenfriedhof w Berlinie.

## Odznaczenia
Odznaczenia gen. von Prittwitz und Gaffron:
- Order Orła Czerwonego III klasy z szarfą i koroną
- Order Królewski Korony I klasy
- Krzyż Żelazny II klasy
- Order Świętego Jana
- Krzyż za Długoletnią Służbę
- Komandor Orderu Alberta Niedźwiedzia I kl. (Księstwo Anhalt)
- Krzyż Komandorski I kl. Orderu Bertholda I (Wielkie Księstwo Badenii)
- Krzyż Komandorski I kl. Orderu Lwa Zeryngeńskiego (Wielkie Księstwo Badenii)
- Krzyż Wielki Orderu Zasługi Wojskowej (Królestwo Bawarii)
- Medal Księcia Regenta Luitpolda na wstędze Medalu Jubileuszowego (Królestwo Bawarii)
- Order Korony Wendyjskiej I kl. (Wielkie Księstwo Meklemburgii-Schwerin)
- Order Gryfa II kl. (Wielkie Księstwo Meklemburgii-Schwerin)
- Orderu Domowego i Zasługi Księcia Piotra Fryderyka Ludwika (Wielkie Księstwo Oldenburga)
- Krzyż Wielki Orderu Alberta ze złotą gwiazdą (Królestwo Saksonii)
- Krzyż Wielki Orderu Ernestyńskiego (Królestwo Sksonii)
- Krzyż Honorowy orderu domowego Schaumburg-Lippe (Schaumburg-Lippe)
- Order Zasługi I kl. (Chile)
- Kawaler Orderu Korony Żelaznej II kl. (Austro-Węgry)